# Тишко Олександр Григорович
Олександр Григорович Тишко (6 травня 1932, Іванків — 19 травня 2001, Київ) — український науковець-мікробіолог, вірусолог, педагог. Доктор медичних наук (1988), професор (1989). Дослідник анаеробних мікроорганізмів, зокрема, маловивчених на той час бактероїдів, першим в СРСР розробив та науково обґрунтував комплексний метод виділення облігатних анаеробів із патологічних матеріалів та об'єктів зовнішнього середовища.
Понад 40 років — педагог та науковий співробітник Київського медичного інституту (пізніше — Національного медичного університету імені О. О. Богомольця; 1960—2001), з яких сім років — декан з роботи з іноземними студентами. Автор понад 100 наукових робіт, зокрема, декількох авторських свідоцтв на винаходи. Учень професора Сергія Дяченка.

## Життєпис
Народився 6 травня 1932-го року у селищі Іванків на Київщині.
Після закінчення школи з відзнакою вступив до Київської фельдшерсько-акушерської школи, пізніше — Київського медичного інституту, який закінчив у 1960-му році. Відтоді ж — асистент кафедри мікробіології. Учень професора Сергія Дяченка.
У 1964-му році, після закінчення аспірантури при інституті, здобув науковий ступінь кандидата медичних наук, захистивши дисертацію на тему «Экспериментальное изучение ассоциации аттенуированного вируса паротита и вируса вакцины». Обійняв посаду доцента кафедри мікробіології.
У 1970-му році очолив місію радянських лікарів у Замбії, завідував кафедрою мікробіології університету Замбії (місто Лусака). У 1973-му році повернувся до Київського медичного інституту, де з наступного року обійняв посаду декана з роботи з іноземними студентами. У цей період досліджував способи інактивації мікроорганізмів за допомогою дезінфектантів.
У 1988-му році здобув науковий ступінь доктора медичних наук, захистивши дисертацію на тему «Биологические свойства бактероидов и их роль в патологии человека». Через рік затверджений у вченому званні професора.
Дослідник анаеробних мікроорганізмів, зокрема, маловивчених на той час бактероїдів, першим в СРСР розробив та науково обґрунтував комплексний метод виділення облігатних анаеробів із патологічних матеріалів та об'єктів зовнішнього середовища. Довів здатність бактероїдів до відтворення патологічних процесів.

Могила Олександра Тишка, Байкове кладовище

Автор понад 100 наукових робіт, зокрема, декількох авторських свідоцтв на винаходи. Науковий керівник та педагог докторів та кандидатів наук, зокрема, Валерія Войцеховського. У 1995-му році обраний академіком Академії наук вищої школи України.
Виховав двох дітей. Син — хірург-проктолог, заступник головного лікаря з хірургічної допомоги Київської міської клінічної лікарні № 18 Руслан Тишко.
Помер на 70-му році життя 19 травня 2001-го року. Похований на Байковому кладовищі (ділянка № 31, 50°25′15.10″ пн. ш. 30°30′10.40″ сх. д. / 50.4208611° пн. ш. 30.5028889° сх. д.).

## Науковий доробок (частковий)
- «Экспериментальное изучение ассоциации аттенуированного вируса паротита и вируса вакцины»: диссертация на соискание ученой степени кандидата медицинских наук / Киевский мед. ин-т им. А. А. Богомольца. — Киев: [б. и.], 1964.
- «Анаэробная инфекция в хирургии печени и желчных путей» / М. С. Арикьянц, А. Г. Тышко, М. П. Захараш. — Киев: Наукова думка, 1991. — 110,[2] с., [8] л. ил. : ил.; 22 см.

### Авторські свідоцтва на винаходи (у співавторстві)
- 1987 — «Способ моделирования абсцесса печени»
- 2000 — «Спосіб визначення токсигенності корінебактерій дифтерії»
- 2002 — «Спосіб визначення ферменту уреази» (посмертно)
- 2002 — «Спосіб моделювання бактероїдного абсцесу» (посмертно)